# Председничка медаља слободе
Председничка медаља слободе (енгл. Presidential Medal of Freedom) је највише одликовање које додељује председник Сједињених Америчких Држава. Први пут је додељена 1963.